# Martin Jol
Maarten „Martin“ Cornelis Jol [jɔl] (* 16. Januar 1956 in Den Haag, Niederlande) ist ein niederländischer Fußballtrainer und ehemaliger Fußballspieler. Seit November 2015 ist er Mitglied des Aufsichtsrats bei seinem Heimatverein ADO Den Haag.

## Karriere

### Spieler
Der Sohn eines Fischers aus Scheveningen und seiner Frau, die von der damaligen Insel Urk stammte, war das fünfte von sechs Kindern; mit seinem vier Jahre älteren Bruder Cock Jol ist er auch im Berufsleben verbunden geblieben: Cock wurde zum besten Freund seines Bruders, später seine rechte Hand und Vertrauensperson. Die Familie war streng protestantisch geprägt, mit sonntäglichem Kirchgang und Sonntagsschule. Als Kinder schlossen die Brüder sich der Haagse Voetbalvereniging JAC in Wassenaar an – Hauptgrund für die Vereinswahl war, dass JAC in Orange spielte, der Trikotfarbe der Nationalmannschaft. Beide spielten in der ersten Mannschaft des Vereins, Martin wurde als damals einziger Spieler eines Amateurklubs in die Jugend-Nationalmannschaft berufen. Mit 16 Jahren erhielt Martin Jol seinen ersten Profivertrag beim FC Den Haag. Von 1973 bis 1978 gehörte er zum Kader des niederländischen Erstligisten und gewann mit ihm bereits zum Abschluss seiner zweiten Spielzeit den KNVB-Pokal.
Danach wechselte er nach Deutschland zum Bundesligisten FC Bayern München. Es war die letzte Saison der FC Bayern unter Trainer Gyula Lóránt und die erste unter Pál Csernai. In der Abwehr standen Leute wie Udo Horsmann, Wolfgang Rausch und die früheren und späteren Weltmeister Georg Schwarzenbeck und Klaus Augenthaler zwischen Jol und einem Stammplatz. Der kam in dieser Saison, in der Bayern Dritter wurde, nur auf neun Spiele in der Bundesliga. Nur drei davon über die vollen 90 Minuten.
Nach nur einer Spielzeit kehrte er in die Niederlande zurück, war zwei Spielzeiten für den Erstligisten FC Twente Enschede aktiv, bevor er 1982 nach England zum Erstligisten West Bromwich Albion wechselte. Mit diesem Verein – in dem er Bryan Robson ersetzen sollte – erreichte er die Halbfinalspiele sowohl im FA Cup als auch im Ligapokal, der größte Erfolg in drei Jahren. Für eine Saison wechselte er zum Ligakonkurrenten Coventry City und kehrte danach in seine Heimat zurück. Mit dem Zweitligisten FC Den Haag stieg er 1986 als Meister – und bester Eerste-Divisie-, also Zweitligaspieler – in die Eredivisie auf, blieb zwei Jahre erstklassig und stieg 1988 wieder ab. Nach einem Jahr in der Zweitklassigkeit beendete Jol seine aktive Fußballerlaufbahn. Für die A-Nationalmannschaft seines Landes spielte er während seiner Zeit beim FC Twente dreimal. Sein Debüt in Oranje gab Jol am 11. Oktober 1980 bei einem 1:1-Unentschieden gegen Deutschland; die weiteren Spiele absolvierte er über den Jahreswechsel bei der Mini-WM gegen Uruguay und Italien.

### Trainer

#### Niederländische Vereine
Jol wechselte im Jahre 1991 ins Trainerfach, übernahm dabei die Amateurmannschaft seines Heimatvereins, die im Gegensatz zur Profimannschaft weiter ADO hieß, und blieb dort bis 1995, bevor er nach einem Jahr beim Amateurklub SVV Scheveningen bei Roda Kerkrade ein Amt in der höchsten niederländischen Spielklasse übernahm. Sein größter Erfolg war dort der Gewinn des niederländischen Pokals im Jahre 1997, der gleichbedeutend mit dem ersten Titelgewinn des Vereins nach 30 Jahren war. Zwischen 1998 und 2004 war Jol dann Trainer des RKC Waalwijk. Diesen Verein führte er während seiner Amtszeit von den Abstiegsregionen in die obere Tabellenhälfte und kämpfte mit der Mannschaft regelmäßig um die Qualifikation für einen europäischen Vereinswettbewerb.

#### Tottenham Hotspur
Im Jahr 2004 wurde er von Frank Arnesen – Sportdirektor von Tottenham Hotspur – als Co-Trainer von Jacques Santini unter Vertrag genommen, wobei auch Sir Alex Ferguson zuvor über eine Verpflichtung Jols in der Assistentenfunktion nachgedacht, sich dann aber für Carlos Queiroz entschieden hatte. Nach nur 17 Spielen verließ Santini die Spurs bereits und Jol übernahm das Traineramt vorerst auf Interimsbasis und später als dauerhafter Cheftrainer. Obwohl seine Amtszeit als Trainer dort mit einer Niederlage begann, konnte er die Leistungen der Mannschaft stetig verbessern und führte den Verein auf den neunten Platz, der in den neun Spielzeiten zuvor nie übertroffen worden war. Die Qualifikation für einen europäischen Wettbewerb verpasste Jol mit Tottenham dabei nur um drei Punkte. Im Dezember 2004 wurde Jol mit dem Titel des besten Trainers im abgelaufenen Monat in der FA ausgezeichnet und es folgten im Frühjahr 2005 Spekulationen über seinen möglichen Wechsel zu Ajax Amsterdam, nachdem der Trainerposten dort vakant geworden war.
Die positive Entwicklung Tottenhams konnte Jol in der darauf folgenden Saison 2005/06 fortführen und schloss die Spielzeit mit seinem Team auf dem fünften Tabellenplatz ab, nachdem der Verein während der gesamten Zeit nie außerhalb der besten sechs Mannschaften rangiert hatte. In der Saison 2006/2007 konnte der 5. Platz erneut erreicht werden.
Nach einem schlechten Saisonstart mit nur einem Sieg aus zehn Ligaspielen und Tabellenplatz 18 trat Jol am 25. Oktober 2007 bei Tottenham zurück.

#### Hamburger SV
Ab der Saison 2008/09 wurde Jol neuer Cheftrainer des Hamburger SV. Sein Vertrag war bis 2010 datiert. Er blieb jedoch nur ein Jahr. Unter Jol gelang dem HSV der Einzug in das UEFA-Pokal-Halbfinale und in das DFB-Pokal-Halbfinale, in denen man jeweils an Werder Bremen scheiterte. Obwohl die Mannschaft in der Bundesliga nach dem 21. Spieltag eine Woche lang die Tabelle angeführt und am 26. Spieltag noch punktgleich mit dem Tabellenführer und späteren Meister VfL Wolfsburg auf Platz zwei gelegen hatte, gelang am Saisonende als Fünfter nur knapp die Qualifikation zur Teilnahme an der neugeschaffenen UEFA Europa League.

#### Ajax Amsterdam
Am 26. Mai 2009 verpflichtete Ajax Amsterdam Jol für die neue Saison, nachdem dieser am selben Tag seinen Vertrag beim HSV aufgelöst hatte. Er wurde Nachfolger von Marco van Basten. Mit Ajax erreichte er hinter dem FC Twente Enschede Platz zwei in der Eredivisie. Im Kampf um den KNVB-Pokal erreichte Jols Team das Finale und konnte sich dabei im Mai 2010 mit 2:0 im Heimspiel und mit 4:1 in De Kuip gegen Feyenoord Rotterdam durchsetzen. Die hohen Erwartungen, in der Saison 2010/11 den ersten Platz unter den niederländischen Klubs zurückzuerobern, wurden nicht erfüllt. Die Begegnung um die Johan-Cruyff-Schaal verlor Ajax zu Beginn der neuen Spielzeit mit 0:1 gegen den Meister aus Enschede. Nach Ablauf der Hinrunde stand Ajax in der Tabelle fünf Punkte hinter Spitzenreiter PSV Eindhoven und dem punktgleichen FC Twente auf Rang vier. Jol trat darauf am 6. Dezember 2010 von seinem Amt als Cheftrainer zurück. Für ihn übernahm vorübergehend der ehemalige Ajax-Spieler Frank de Boer, zu diesem Zeitpunkt Trainer der Ajax-A-Jugend und Co-Trainer der Nationalmannschaft, die sportliche Leitung.

#### FC Fulham
In der Sommerpause 2011 verpflichtete der FC Fulham Jol als neuen Cheftrainer. Er unterschrieb einen Zweijahresvertrag bis zum 30. Juni 2013 mit Option auf ein weiteres Jahr. In der Saison 2011/2012 erreichte seine Mannschaft den 9. Tabellenplatz, in der darauffolgenden Saison 2012/2013 erreichte seine Mannschaft trotz der Abgänge diverser Leistungsträger immerhin den 12. Tabellenplatz in der Premier League. Der Verein trennte sich von ihm am 1. Dezember 2013 nach 13 Spieltagen seiner dritten Spielzeit, da die 0:3-Niederlage im Auswärtsspiel gegen West Ham United die fünfte in Folge war.

#### al Ahly Kairo
Am 24. Februar 2016 wurde Jol vom ägyptischen Erstligisten al Ahly Kairo als neuer Cheftrainer verpflichtet. Trotz gewonnener Meisterschaft, das Erreichen des Pokalfinales, aber aufgrund extremer Fantumulte wegen verpasster Champions League Finalteilnahme trat Martin Jol nach sechsmonatiger Amtszeit als Cheftrainer zurück.

## Erfolge

### Spieler
- Niederländischer Pokalsieger 1975 (als Spieler mit FC Den Haag)

### Trainer
- Niederländischer Amateurmeister 1996 (mit SVV Scheveningen)
- Pokalsieger 1997 (mit Roda Kerkrade)
- Pokalsieger 2010 (mit Ajax Amsterdam)
- Vizemeister 2010 (mit Ajax Amsterdam)
- Wahl zum besten Trainer der Niederlande 2001

- Ägyptischer Meister 2016 (mit al Ahly Kairo)
- Pokalfinalist 2016 (mit al Ahly Kairo)